# Ross (Iowa)
Pour les articles homonymes, voir Ross.
Ross est une communauté non constituée en municipalité, du comté d'Audubon en Iowa, aux États-Unis.
Le bureau de poste est inauguré en 1883 et fermé en 1939.
La ville est nommée en l'honneur d'un fermier. Une gare y est construite en 1885.

## Source de la traduction
- (en) Cet article est partiellement ou en totalité issu de l’article de Wikipédia en anglais intitulé « Ross, Iowa » (voir la liste des auteurs).